# C'Mon
«C'Mon» —en español: «Vamos»— es una canción interpretada por la cantante estadounidense Kesha, perteneciente a su segundo álbum de estudio Warrior, de 2012. Kesha compuso el tema junto a Lukasz Gottwald, Bonnie McKee, Max Martin, Henry Walter y Benjamin Levin.
La canción ha recibido críticas generalmente positivas de los críticos de música, quienes elogiaron por su coro y la calificó como "pegadizo". El vídeo musical de la canción fue estrenada el 11 de enero de 2013, y ha recibido críticas positivas. «C'Mon» ingresó en las listas de Canadá, Irlanda, Nueva Zelanda, Australia, Bélgica y los Estados Unidos.
En 2013, Mckee versionó «C'Mon» como parte de un popurrí con otros siete sencillos cocompuestos por ella: «Dynamite» de Taio Cruz, «Hold It Against Me» de Britney Spears y «California Gurls», «Teenage Dream», «Last Friday Night (T.G.I.F.)», «Part of Me» y «Wide Awake» de Katy Perry.

## Antecedentes
"C'Mon", fue escrito por Sebert con el Dr. Luke, Max Martin, quien produjo la canción, la escritura adicional fue proporcionada por Bonnie McKee, Benny Blanco y Cirkut, con los dos últimos proporcionar coproducción. La canción fue registrada en Broadcast Music Incorporated el 13 de octubre de 2012, bajo el título de "C'Mon".

## Composición
"C'Mon" es una canción dance-pop y electropop, con influencias pop tales como bubblegum y en unos versos rapea rápidamente haciendo pop rap. En el coro, Kesha canta: "Ni siquiera lo intentes negar / Ambos vamos a casa satisfechos / Vamos a ir a por ello sólo por esta noche / Vamos, vamos, vamos". Durante un sintetizado ritmo.

## Vídeo musical
El vídeo comienza en un restaurante, se ve a Kesha trabajando de camarera, con una camisa de cuadros desabrochada, una piruleta y con dos coletas. Un señor le dice que le de más café. Kesha, cansada de que el hombre no paraba de llamarla para que le eche más café, decide echarle su piruleta en el vaso en forma de burla. Enfadada, decide irse del bar y se va a la calle. Se apoya en un coche, y de repente, aparece una furgoneta de la nada con orejas de gato, con alguien disfrazado de gato. Kesha, se mete dentro de la furgoneta rápidamente, y se sienta al lado del gato. Pone un casete que tiene de título "C'mon". Empieza a sonar la música y se ve arco iris en el cristal delantero de la furgoneta y Kesha le da un beso al gato en la cara. Después se ve a Kesha en la furgoneta cantando y bailando salvaje mente junto a personas disfrazadas de distintos animales. Después, Kesha va a una tienda y empieza a destrozarla y a cantar, junto a sus amigos los animales, le da un beso al dependiente y aparece humo púrpura, y el dependiente se convierte en un gato. Kesha y sus animales empiezan a dar una fiesta loca en la tienda con luces de discoteca. Después aparece en una moto, dirigiéndose al restaurante del principio del vídeo. Entran de repente Kesha y todos los animales y empiezan a bailar salvaje mente y la gente huyendo del restaurante. Después salen del restaurante y después aparece un rayo y la furgoneta desaparece con todos los animales.

## Comercial
Tras el lanzamiento del álbum, la canción debutó en el número 70 en Digital Songs con 60 000 copias vendidas. La canción alcanzó el puesto número 27 en Billboard Hot 100, siendo su primer sencillo a no trazar dentro de los diez primeros en los Estados Unidos. Ha vendido 350 000 copias en su primer mes de ser liberado.
Semanas antes de ser lanzado oficialmente a las estaciones de radio de los Estados Unidos, "C'Mon" debutó en el número 99 en el Billboard Hot 100 y 28 en el Billboard Pop Chart. En la segunda semana, la canción pasó del número 99 para el número 97 en el gráfico. En la tercera semana de la canción aumentó de número 97 para el número 65 en el gráfico. Hasta ahora ha enarbolado en 27 en el Billboard Hot 100. Como de 2 de marzo de 2013, la canción ha vendido más de 503 000 copias digitales.

## Presentaciones en directo
Kesha presentó "C'Mon" en el X Factor el 6 de diciembre de 2012.La canción también será agregada al repertorio de su próxima gira mundial, y presentada junto con «Warrior» y «Die Young» en The Ellen DeGeneres Show (esta será la segunda vez que Kesha se presenta en el programa).

## Lista de canciones
- Descarga digital

1. "C'Mon" - 3:34

- C'Mon Remixes EP - part 1

1. "C'Mon" [DJ Cirkuit End Remix] - 4:55
2. "C'Mon" [Dr. Luke Remix] - 3:56
3. "C'Mon" [Sleazy Remix] (feat. Mikky Ekko) - 4:44
4. "C'Mon" [Midsummer Station Remix] - 3:59

- C'Mon Remixes EP - part 2

1. "C'Mon" [Crazy Habana Remix 2012] - 3:54
2. "C'Mon" [Warrior Remix] - 3:48
3. "C'Mon" [Cannibal Remix] - 3:28
4. "C'Mon" [Party Animal Remix] - 4:00

- UK Digital EP

1. "C'Mon" - 3:34
2. "Die Young" [Remix] (feat. Juicy J, Wiz Khalifa & Becky G) -4:02
3. "Supernatural" - 4:11

## Posicionamiento en listas y certificaciones
| Lista (2013)                                | Mejor posición |
| ------------------------------------------- | -------------- |
| Alemania (Media Control AG)                 | 79             |
| Austria (Ö3 Austria Top 40)                 | 64             |
| Australia (ARIA)                            | 19             |
| Bélgica (Flandes) (Ultratip Bubbling Under) | 4              |
| Bélgica (Valonia) (Ultratip Bubbling Under) | 6              |
| Canadá (Hot 100)                            | 16             |
| Corea del Sur (Gaon)                        | 2              |
| República Checa (Rádio Top 100)             | 49             |
| Eslovaquia (Rádio Top 100)                  | 87             |
| Estados Unidos (Billboard Hot 100)          | 27             |
| Estados Unidos (Pop Songs)                  | 9              |
| Estados Unidos (Hot Dance Club Songs)       | 16             |
| Estados Unidos (Adult Pop Songs)            | 27             |
| Francia (SNEP)                              | 181            |
| Irlanda (IRMA)                              | 33             |
| Japón (Hot 100)                             | 73             |
| Nueva Zelanda (Recorded Music NZ)           | 22             |
| Reino Unido (Official Charts Company)       | 70             |
| Turquía (Chart 30)                          | 12             |
| Venezuela (The Official VZ Singles Chart)   | 30             |

| País      | Organismo certificador | Certificación | Ventas | Ref.   |
| --------- | ---------------------- | ------------- | ------ | ------ |
| Australia | ARIA                   | Disco de Oro  | 35 000 | [ 18 ] |